# 執炎
『執炎』（しゅうえん）は、加茂菖子の小説。1964年と1978年に映画化されている。

## あらすじ
時は昭和10年代の因幡。当時13歳だった浜の男・吉井拓治は、不思議な少女・久坂きよのと出会う。やがて、水産学校を卒業した拓治は山で再会したきよのの神秘的な美貌に魅せられて恋に落ち、結ばれた。実は、きよのは山奥の一角にある平家部落の娘であり、拓治との出会いも古い因習を破ってのことであった。
しかし、戦局が激しくなって拓治には召集令状が出される。拓治を見送り、節操ある生活を送るきよのの姿は村人たちから賞賛されたものの、彼女の胸中にはどこか虚しいものがあった。
戦死者が増えるに連れ、拓治も右脚に瀕死の重傷を負い、佐世保病院で傷病生活を送ることとなる。きよのの看病で拓治は奇跡的に回復し、夫婦水入らずで闘病生活する山小屋には笑い声が絶えなかった。
戦争の恐怖におびえながら、拓治ときよのは漁師として働き出し、狂おしく愛を確かめ合っていた。そんな時、きよのは友人である泰子の夫・則義が戦死したことを聞き、拓治への独占欲を強めていく。
そして、ついに拓治に赤紙が舞い込み、彼は再び招集される。きよのは愛蔵の能面を着けて舞い、拓治に執念の思いを込めると、彼の思い出を胸に凍てついた山道をさまよう。昭和20年6月、拓治は南方洋で戦死した。やがて、その事実を知らされないまま意識を回復したきよのは黒髪を切って拓治の仏壇に供え、夫の命を奪った海へ静かに身を沈めたのであった。

## 映画化

### 1964年版
主演は浅丘ルリ子と伊丹一三（後の十三）。監督は蔵原惟繕。

#### キャスト
- 久坂きよの：浅丘ルリ子（少女時代：桐生かほる）
- 吉井拓治：伊丹一三
- 久坂あやの（きよのの妹）：松尾嘉代
- 吉井秀治（拓治の弟）：平田大三郎
- 野原泰子：芦川いづみ
- 野原則義（泰子の夫）：上野山功一
- 久坂宗道（きよの・あやのの父）：信欣三
- 久坂玉乃（きよの・あやのの母）：細川ちか子
- 吉井ちか（拓治・秀治の母）：奈良岡朋子
- 小島：宇野重吉

#### スタッフ
- 製作：日活
- 監督：蔵原惟繕
- 企画：大塚和
- 脚本：山田信夫
- 撮影：間宮義雄
- 照明：吉田一夫
- 録音：福島信雅
- 美術：松山崇
- 音楽：黛敏郎
- 編集：鈴木晄
- 助監督：神代辰巳
- 製作担当者：杉山暢孝
- 方言指導：藤野雅之
- ナレーター：鈴木瑞穂
- 按舞：葵妖子
- 協力：福知山鉄道管理局

#### ロケ地
- 兵庫県 香住町  余部橋梁
- 福井県 越前町
- 富山県 上平村／平村
- 石川県 輪島市

### 1978年版
『炎の舞』（ほのおのまい）というタイトルで、山口百恵と三浦友和の主演コンビ9作目の映画として製作された。